# 北洋銀行
北洋銀行（日语：／ Hokuyō Ginkō）是一家總部位於日本北海道札幌市的第二地方銀行。北洋銀行雖然是第二地方銀行，但其規模比地方銀行北海道銀行更大，是北海道最大的金融機構，資金量和儲蓄量都在北海道內銀行居首。1999年，接收破產的北海道拓殖銀行在北海道內之分行、員工及資產。2008年，北洋銀行和札幌銀行合併，以前者為存續銀行。

## 外部連結
- 北洋銀行 公式サイト（页面存档备份，存于）